# Guadalupe Catarraya
Guadalupe Catarraya är en ort i Mexiko.   Den ligger i kommunen Chilón och delstaten Chiapas, i den sydöstra delen av landet, 800 km öster om huvudstaden Mexico City. Guadalupe Catarraya ligger 939 meter över havet och antalet invånare är 108.
Terrängen runt Guadalupe Catarraya är huvudsakligen kuperad, men söderut är den bergig. Runt Guadalupe Catarraya är det glesbefolkat, med 16 invånare per kvadratkilometer. Närmaste större samhälle är Pamal Navil, 3,7 km nordost om Guadalupe Catarraya. I omgivningarna runt Guadalupe Catarraya växer i huvudsak städsegrön lövskog.